# Miasto Nowy Sad
Miasto Nowy Sad (serb. Grad Novi Sad / Град Нови Сад) – jednostka administracyjna w Serbii, w Wojwodinie, w okręgu południowobackim. W 2011 roku liczyła 307 760 mieszkańców.

## Podział administracyjny
Miejscowości wchodzące w skład miasta Nowy Sad:

- Begeč
- Budisava
- Bukovac
- Čenej
- Futog
- Kać
- Kisač
- Kovilj
- Ledinci
- Nowy Sad
- Petrovaradin
- Rumenka
- Sremska Kamenica
- Stari Ledinci
- Stepanovićevo
- Veternik